# قسم والانجرد الريفي (مقاطعة بروجرد)
قسم والانجرد الريفي (بالفارسية: دهستان والانجرد) هي منطقة ريفية تقع في إيران في قسم. يقدر عدد سكانها بـ 7,607 نسمة .